# Fabian Koch
Fabian Koch (ur. 24 czerwca 1989 w Rumie) – austriacki piłkarz grający na pozycji obrońcy, zawodnik SK Sturm Graz.

## Kariera

### Kluby młodzieżowe
Przygodę z piłką nożną rozpoczął w młodzieżowym klubie SV Natters w sezonie 1995/1996. W roku 2004 po zawodnika zgłosiło się AKA Tyrol. W latach 2004–2008 grał w sekcjach młodzieżowych klubu.

### Kluby seniorskie
4 lipca 2008 zmienił swój klub na FC Wacker Innsbruck. W sezonie 2010/2011 przeszedł do FK Austria Wiedeń. 5 sezonów później jego nowym klubem stało się SK Sturm Graz.

### Reprezentacja narodowa
W młodzieżowej reprezentacji Austrii rozegrał 9 spotkań. Zadebiutował 9 września 2007 roku.

## Źródła
- Profil gracza w serwisie 90minut.pl
- Fabian Koch, [w:] baza Transfermarkt (zawodnicy) [dostęp 2020-11-26].
- Profil piłkarza w soccerstand.pl